# Acrópole de Atenas
A Acrópole de Atenas (em grego:  Ακρόπολη Αθηνών, transl.: Akrópoli Athinón) é a mais conhecida e importante acrópole grega. Embora existam muitas outras acrópoles na Grécia, o significado da Acrópole de Atenas é tal que é comumente conhecida como A Acrópole, sem qualificação. A Acrópole era, literalmente, a “cidade alta” (do grego ἄκρος, "alto", e πόλις, "pólis"); e estava presente na maioria das cidades gregas, com dupla função: como proteção contra invasores de cidades inimigas, e quase sempre eram cercadas por muralhas, e como sedes administrativas civis ou religiosas. É uma colina rochosa de topo plano que se ergue a cerca 165 metros acima do nível da cidade, em Atenas, capital da Grécia. Também é conhecida como Cecropia em homenagem ao lendário homem-cobra, Cecrops, rei de Atenas.
A Acrópole de Atenas foi construída por volta de 450 a.C., sob a administração do célebre estadista Péricles, que coordenou a construção de um dos mais importantes edifícios. Foi dedicada a Atena, deusa padroeira da cidade. A maior parte das estruturas da Acrópole de Atenas estão em ruínas; entre as que ainda estão de pé, estão o Propileu, o portal para a parte sagrada da Acrópole; o Partenon, templo principal de Atenas; o Erectéion, templo dos deuses do campo, e o Templo de Atena Nice, simbólico da harmonia da antiga cidade-estado de Atenas.
A entrada da Acrópole faz-se através de um portão monumental denominado Propileu. À direita e na parte frontal do Propileu está o Templo de Atena Nice. Uma grande estátua de bronze de Atena, construída por Fídias, estava originalmente no centro. À direita de onde ficava esta estátua está o Partenon ou Templo de Atena Partenos (a Virgem). À esquerda e no final da Acrópole encontra-se o Erectéon, com a sua famosa stoà ou tribuna sustentada por seis cariátides, onde estrearam as suas tragédias Sófocles , Eurípides e Ésquilo e as comédias de Aristófanes.
O edifício e outros edifícios foram seriamente danificados durante o cerco pelos venezianos na Grande Guerra Turca quando o Parthenon estava sendo usado para o armazenamento de pólvora e foi atingido por uma bala de canhão. A Acrópole de Atenas foi declarada Patrimônio Mundial pela UNESCO em 1987, em Paris .

## Acrópole Micénica
Deste período foram encontrados vestígios de um palácio que possuía um megaron (μέɣαρον / μέɣαρο) ou pátio para audiências e reuniões. Não se sabe ao certo se já existia um templo dedicado a Atenas nesta época. O mégaron, um nome grego mas de provável derivação semítica, é o 'grande salão' que foi encontrado nos palácios da civilização micênica na Grécia e na Anatólia. Ficava de um lado do pátio central e em frente ao altar. Era composto por três partes: o pórtico aberto com duas colunas em antis, um vestíbulo ou antessala e a sala principal, também chamada de naos (cella).
No final do Heládico IIIB (1300-1200 a. C.) a acrópole era cercada por uma imponente muralha de até 6m de espessura. Por outro lado, uma fonte encontrada na encosta norte da acrópole também pertence ao período micénico, uma vez que os achados cerâmicos no local mostram que foi construída no final do século XIII a.C.
Discute-se se a entrada do contingente ateniense no catálogo de navios da Ilíada, que descreve um templo, reflete um acontecimento do período micênico ou posterior.

## Geologia

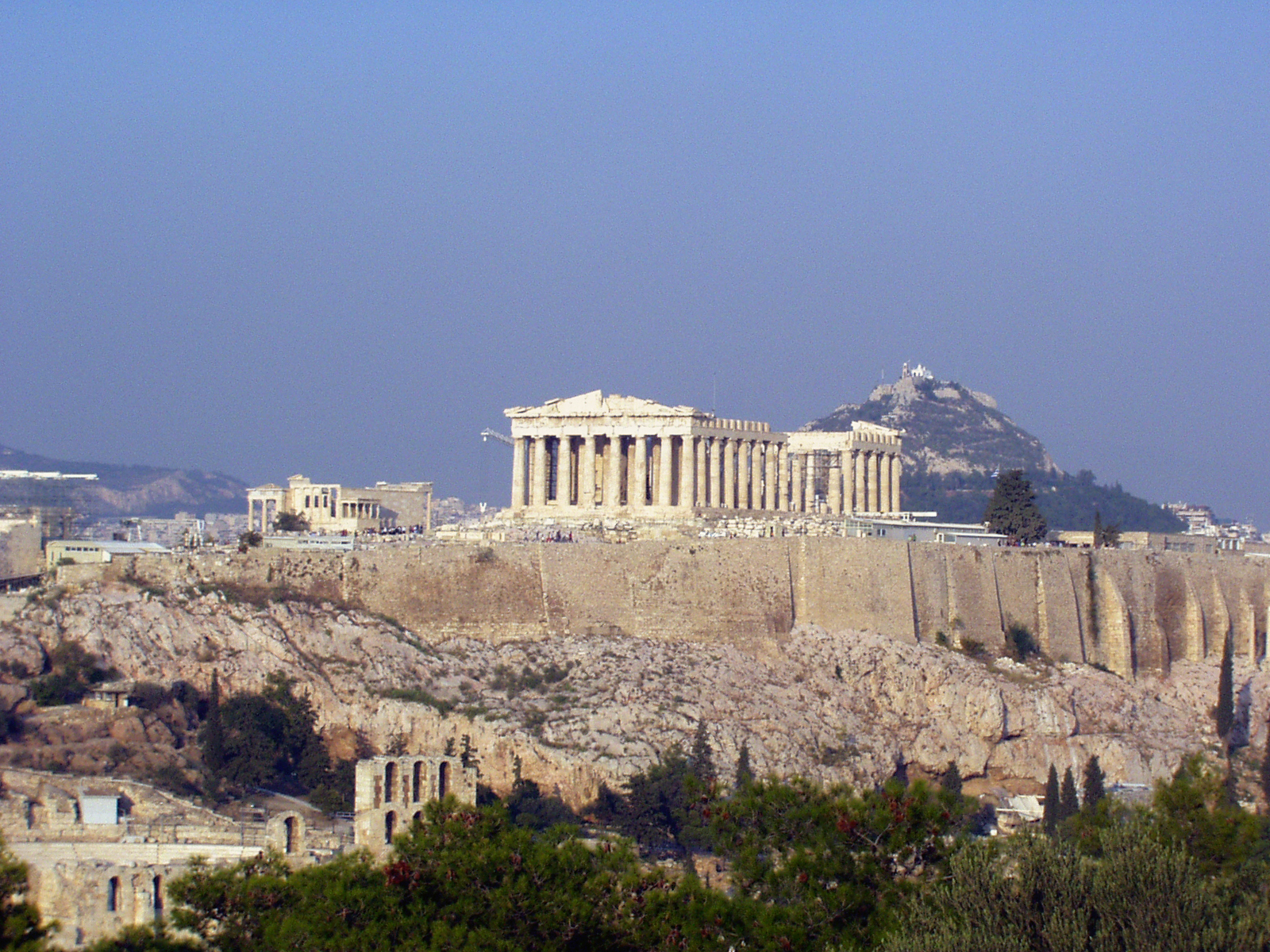
Vista do Partenon na Acrópole de Atenas.

A acrópole se destaca na paisagem da Ática com seus paredões em degrau em três lados. É acessível a pé somente pelo oeste, onde é ligada à colina do areópago por uma estreita passagem. É formada por camadas de pedra calcária azul-cinzenta, muito dura mas permeável, que se apóiam sobre camadas de xisto arenoso, macio como a pedra calcaria mas impermeável. Este arranjo leva à formação de fontes de água e lapas no pé da colina, que são fatores de atração para habitação humana sobre e ao redor da colina desde a pré-história.[carece de fontes?]

## História

### Presença humana

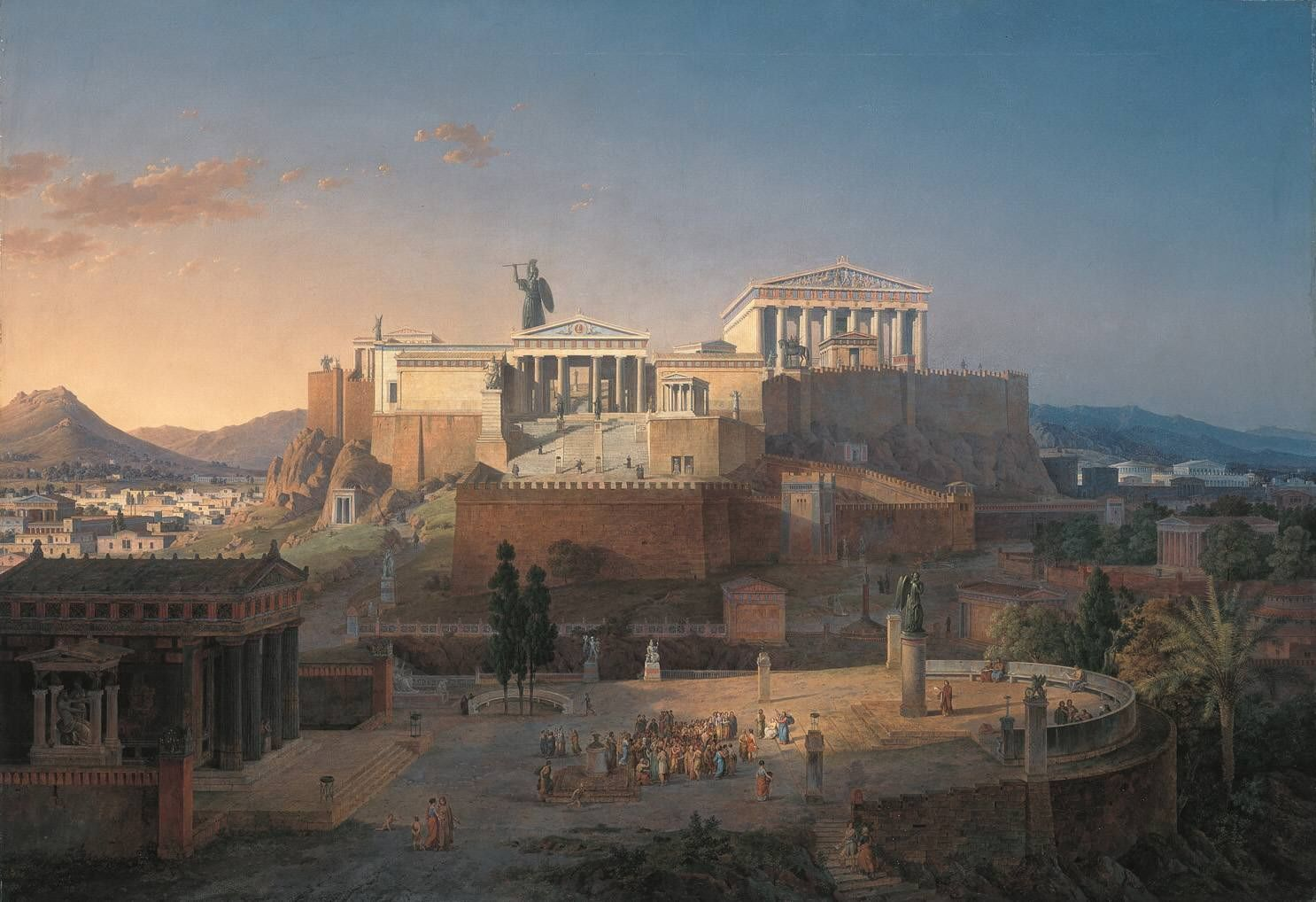
Reconstrução da Acrópole e do Areópago em Atenas, Leo von Klenze, 1846.

Os artefatos mais antigos datam de meados do período Neolítico, embora existam habitações documentadas na Ática do começo deste período, cerca de 6000 a.C. Na Idade do Bronze, existem poucas dúvidas que existiu um mégaro micénico no topo da colina, servindo de habitação para o potentado local seus agregados, oficinas, locais de culto e habitações comuns. O local era cercado por uma muralha chamada ciclópica (entre 4,5 e 6 metros de largura), consistindo de dois parapeitos construídos com largos blocos de pedra e agregados com uma argamassa de terra chamada emplekton. A parede segue a típica forma micénica, onde o portão era oblíquo, com um parapeito e uma torre protegendo o lado direito dos invasores, facilitando a defesa. Existiam dois acessos menores à colina pelo lado norte, consistindo de estreitas escadarias de degraus recortados na pedra. Homero deve se referir a essa época quando menciona "a sólida casa de Eritreu" (Odisseia 7.81).
Foi durante essa época que um terremoto causou a fissura no perímetro nordeste, por onde toda a água pluvial corria e podia ser coletada em um poço, servido por escadas, e utilizada em períodos de seca.

### Período negro
Parece que a Acrópole foi poupada da violenta destruição que aconteceu em outros palácios micénicos, já que não existe sinal de fogo ou outro tipo de destruição na qual poucos artefatos da época sobrevivem. Isto está de acordo com as lendas dóricas, de que resistiram sucessivamente aos ataques. Não se conhece muito do preciso estado das edificações na era arcaica, exceto que foi tomada na revolta de Quilon e duas vezes por Pisístrato, mais como golpes de estado do que cercos. Não obstante, parece que nessa época foi edificada uma parede com nove portões chamada ‘’Eneapylon’’, cercando a maior das fontes, chamada Clepsidra, a nordeste. Pisístrato foi quem estabeleceu um local no lado sudoeste, para o culto de Ártemis "Bauronia", culto de sua terra natal, Bauron.

### Época arcaica

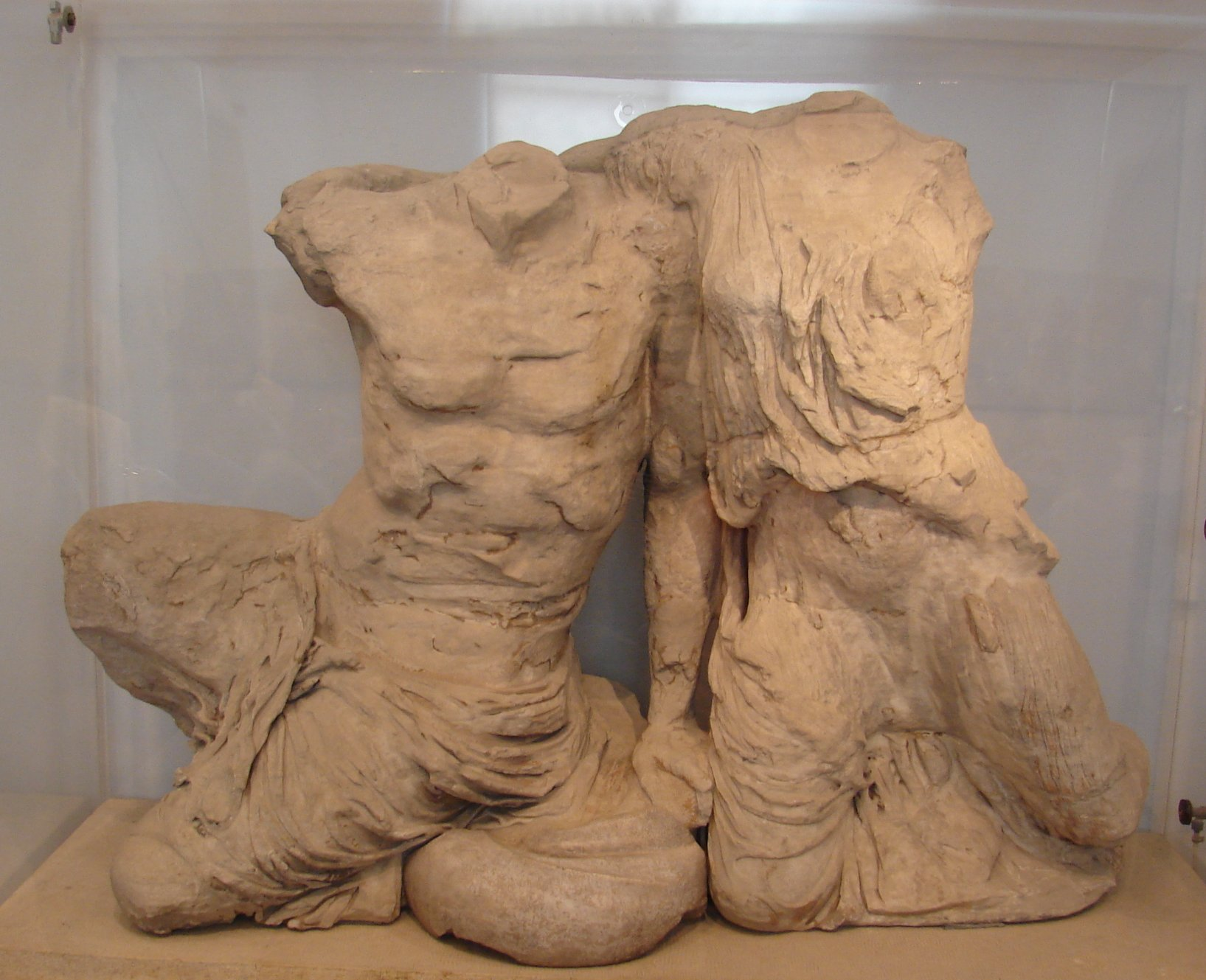
Fragmento, em alto-relevo do frontão do Partenon.

Sabe-se com alguma certeza que um templo considerável para Atena Polias (padroeira da cidade) foi erguido pelo meio do século VI a.C.. Este templo dórico de pedra calcária, do qual sobrevivem muitas relíquias, é referido como templo do "Barbazul", por causa de uma escultura de homens-serpente do pendimento, onde a barba era pintada de azul escuro. Se este templo substituiu outro, ou foi erguido sobre o local de um antigo altar não é conhecido ao certo. No fim do mesmo século, outro templo tinha sido construído, o Archaiios Naos ("Templo antigo"), o qual acredita-se ter sido dedicado a Atenas Partenos ("virgem") , culto que superou o do "Barbazul".
Um novo templo em mármore, o "Antigo Partenon", foi iniciado ao fim da Batalha de Maratona, em 490 a.C.. Para acomodá-lo, a porção sul do planalto foi liberada de obstáculos antigos e nivelada com a adição de cerca de 8.000 blocos de pedra do Pireu, em alguns locais com onze metros de profundidade, formando um muro de arrimo cheio com terra batida. O portão micénico foi substituído pelo "Propileu Antigo", colunata monumental com propósito mais cerimonial que defensivo. Essas construções ficaram inacabadas por causa das invasões persas em 480 a.C. quando foram arrasadas.
Quando acabaram as guerras persas, os atenienses realizaram cerimônias de purificação, onde queimaram e enterraram  cerimonialmente os objetos de culto e arte que foram considerados impuros.  Esta "impureza persa" forneceu o mais rico tesouro arqueológico da Acrópole, uma vez que a cerimônia os protegeu de destruições futuras.

### As construções de Péricles

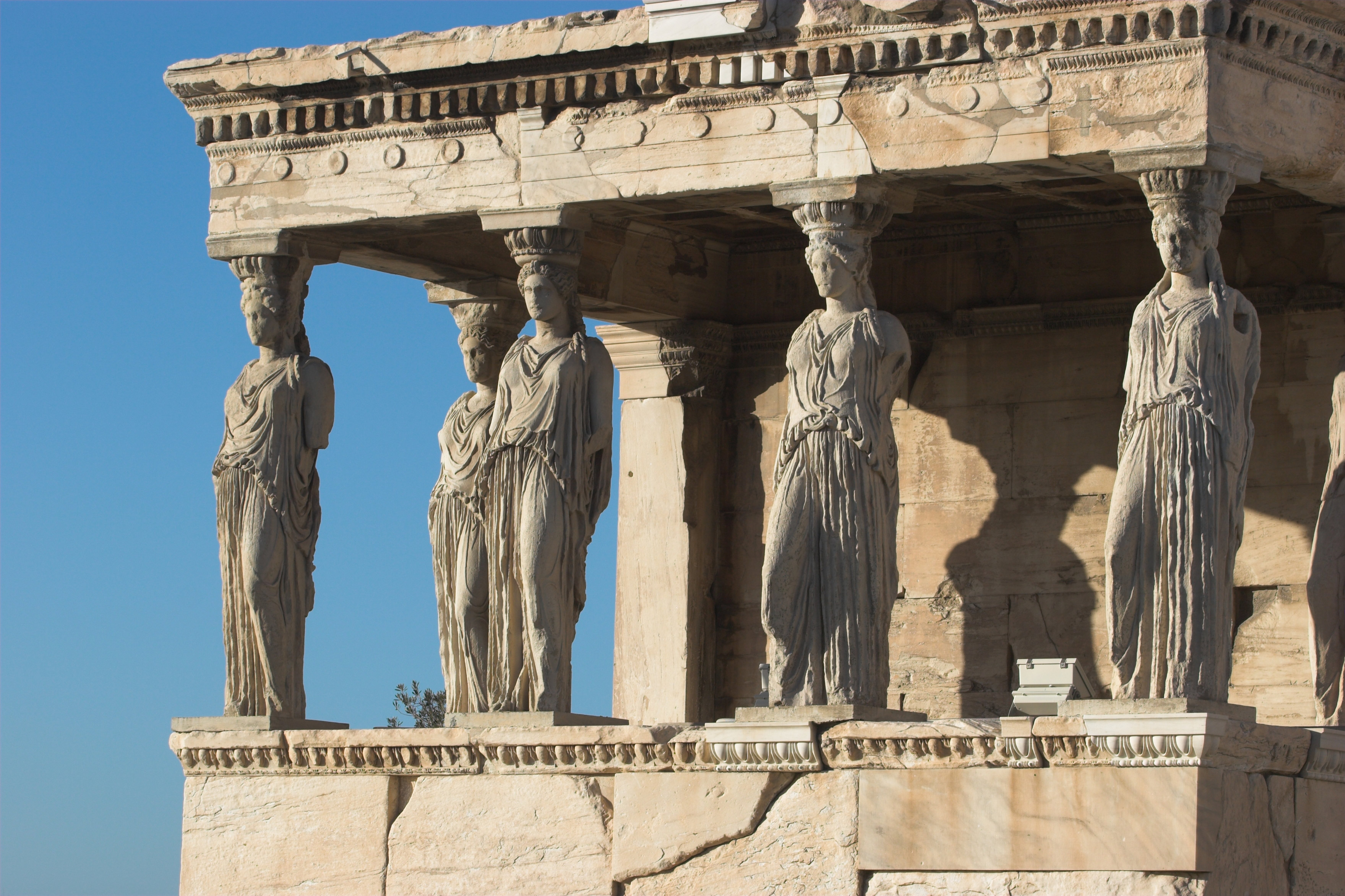
Vista das cariátides.

A maior parte das construções foram erguidas pela liderança de Péricles, durante a "era de ouro" de Atenas (460 – 430 a.C.). Fídias, o grande escultor grego, e Ictino e Calícrates, dois famosos arquitetos, foram os responsáveis pela reconstrução.
Durante o século V a.C., a acrópole ganhou sua forma final. Cimon e Temístocles ordenaram a reconstrução dos lados sul e norte das muralhas, e Péricles encomendou o Partenon. Em 437 a.C., Mnésciles começou o Propileu, portão monumental com colunas de mármore pentélico, parcialmente construído sobre o propileu de Pisístrato, obra terminada em 432 a.C. com duas alas. Ao mesmo tempo começaram as obras do pequeno templo jônico de Atena Nice. Depois de uma interrupção causada pela guerra do Peloponeso, foram terminados ao tempo de paz de Nícias, de 421 a 415 a.C..
No mesmo período, começaram o Erecteion, com seu "balcão das cariátides" (Kore), com esculturas no lugar de colunas, para praticas sacras que incluíam Atena Polias, Posidão, Ericteu, e outros. Entre o Partenon e o templo de Atena Nice ficava o têmeno de Ártemis Baurônia, a deusa representada por um urso. Perto do Propileu, a estátua em bronze de Atena Promacos (que combate na linha de frente), feita por Fídias entre 450 e 448 a.C., com nove metros de altura sobre uma base de um metro e meio.
No lado exterior da Acrópole, encontra-se o Teatro de Dionísio, onde estrearam as maiores peças teatrais da antiguidade. Alguns metros além esta o Teatro de Herodes Ático, parcialmente reconstruído e que mostra como teria sido o Teatro de Dionísio, É usado ainda em reproduções modernas de obras de Sófocles, Ésquilo e Eurípedes, com sua acústica perfeita e lugar para vários milhares de pessoas.

## Plano geral
Planta da Acrópole De Atenas Mostrando os Principais Vestígios Arqueológicos
1. Partenon
2. Antigo Templo de Atenas
3. Erecteion
4. Estátua de Atena Promacos
5. Propileu
6. Templo de Atena Nice
7. Eleusinion
8. Santuário de Artemisa Brauronia
9. Calcoteca
10. Pandrósio
11. Arrefórion
12. Altar de Atenas
13. Santuário de Zeus Polieo
14. Santuário de Pandion
15. Odeão de Herodes Ático
16. Stoa de Eumene
17. Asclepeion
18. Teatro de Dionísio
19. Odeão de Péricles
20. Temenos de Dionísio
21. Aglaureion

## Restauração

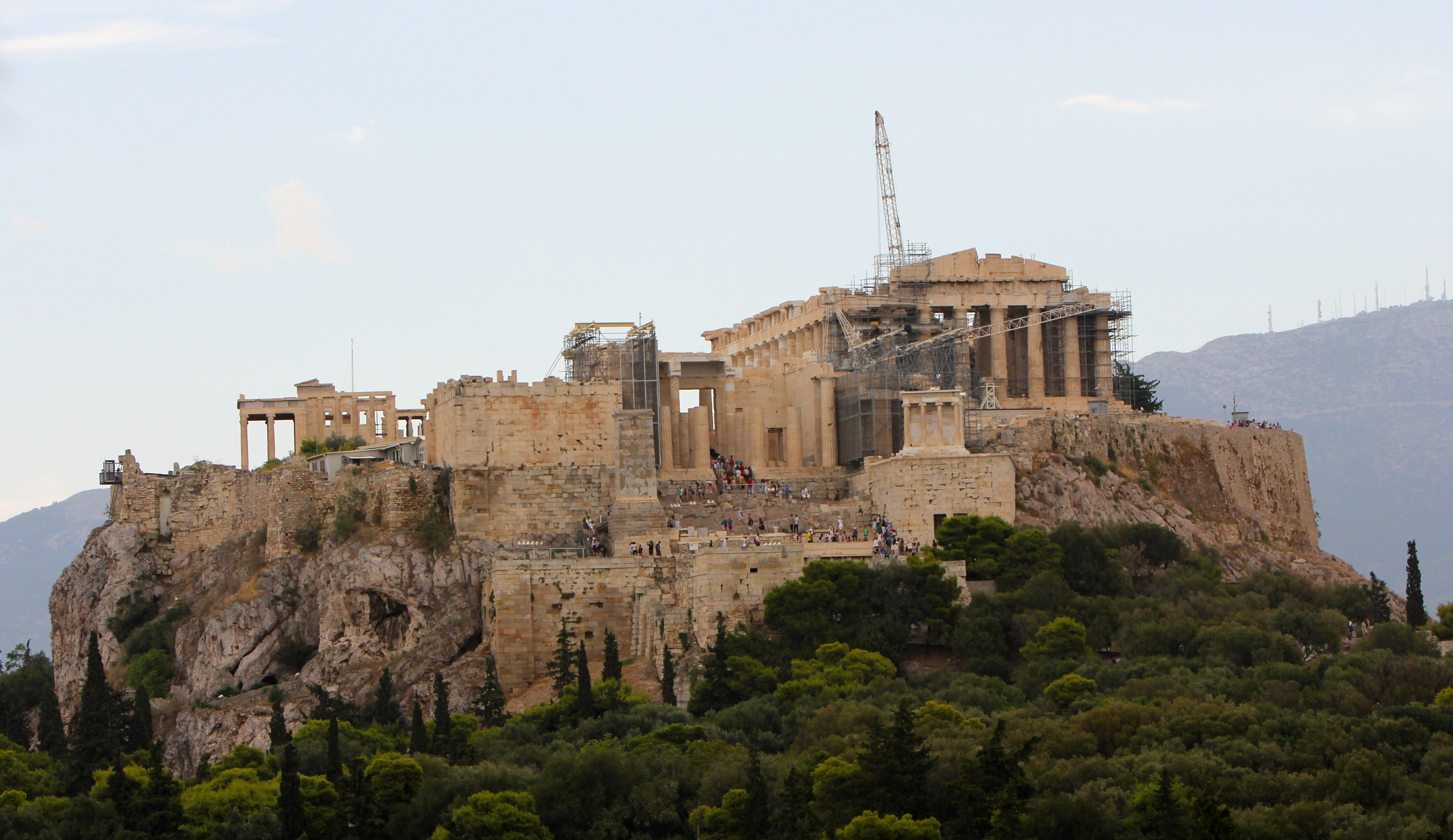
Acrópole durante a restauração em 2014.

O projeto de restauração da Acrópole começou em 1975 e agora está em conclusão. O objetivo da restauração era reverter a decadência de séculos de atrito, poluição, destruição decorrente do uso militar e restaurações passadas que foram feitas de maneiras equivocadas. O projeto incluiu a coleta e identificação de todos os fragmentos de pedra (até mesmo os pequenos) da Acrópole e suas encostas e a tentativa foi feita para restaurar o máximo possível usando material original reaproveitado (anastilose), com o novo mármore do Monte Pentélico usado com moderação. Toda a restauração foi feita usando pernos de titânio e foi projetada para ser completamente reversível, caso futuros especialistas decidam mudar as coisas. Foi utilizada uma combinação de tecnologia moderna de ponta e pesquisa extensiva e reinvenção de técnicas antigas.
As colunatas do Partenon, destruídas em grande parte pelo bombardeio veneziano no século XVII, foram restauradas, com muitas colunas que foram erroneamente montadas agora colocadas corretamente. O teto e o piso das Propylae foram parcialmente restaurados, com seções do telhado feitas de mármore novo e decoradas com insertos azuis e dourados, como no original. A restauração do Templo de Atena Nice foi concluída em 2010.
Um total de 2.675 toneladas de características arquitetônicas foram restauradas, com 686 pedras remontadas a partir de fragmentos originais, 905 remendadas com mármore novo e 186 peças feitas inteiramente de mármore novo. Um total de 530 metros cúbicos de novo mármore do Pentélico foram utilizados.

## Significado cultural
A cada quatro anos, os atenienses tinham um festival chamado Panateneias que rivalizava com os Jogos Olímpicos em popularidade. Durante o festival, uma procissão (que se acredita ser retratada no friso do Partenon) percorria a cidade através do Caminho Panatenaico e culminava na Acrópole. Lá, uma nova manta de lã (peplos) era colocada na estátua de Atenas Polias, no Erecteion (durante as pequenas Panateneias) ou na estátua de Athena Partenos, no Partenon (durante as Grandes Panateneias, realizadas a cada quatro anos).